# Гобгуд (Північна Кароліна)
Гобгуд (англ. Hobgood) — місто (англ. town) в США, в окрузі Галіфакс штату Північна Кароліна. Населення — 268 осіб (2020).

## Географія
Гобгуд розташований за координатами 36°1′36″ пн. ш. 77°23′38″ зх. д. / 36.02667° пн. ш. 77.39389° зх. д. (36.026737, -77.393987).  За даними Бюро перепису населення США в 2010 році місто мало площу 2,67 км², уся площа — суходіл.

## Демографія
Згідно з переписом 2010 року, у місті мешкало 348 осіб у 155 домогосподарствах у складі 106 родин. Густота населення становила 130 осіб/км².  Було 188 помешкань (70/км²).
Расовий склад населення:
| - 50,0 % — чорних або афроамериканців - 47,7 % — білих - 1,7 % — осіб інших рас |

До двох чи більше рас належало 0,6 %. Частка іспаномовних становила 4,0 % від усіх жителів.
За віковим діапазоном населення розподілялося таким чином: 16,1 % — особи молодші 18 років, 61,2 % — особи у віці 18—64 років, 22,7 % — особи у віці 65 років та старші. Медіана віку мешканця становила 50,5 року. На 100 осіб жіночої статі у місті припадало 96,6 чоловіків;  на 100 жінок у віці від 18 років та старших — 88,4 чоловіків також старших 18 років.
Середній дохід на одне домашнє господарство  становив 38 134 долари США (медіана — 31 667), а середній дохід на одну сім'ю — 39 421 долар (медіана — 29 375). За межею бідності перебувало 20,4 % осіб, у тому числі 39,6 % дітей у віці до 18 років та 7,9 % осіб у віці 65 років та старших.
Цивільне працевлаштоване населення становило 107 осіб. Основні галузі зайнятості: виробництво — 24,3 %, освіта, охорона здоров'я та соціальна допомога — 12,1 %, сільське господарство, лісництво, риболовля — 12,1 %.